# Schoenoplectus subbisetosus
Schoenoplectus subbisetosus är en halvgräsart som först beskrevs av Tetsuo Michael Koyama, och fick sitt nu gällande namn av Jiří Soják. Schoenoplectus subbisetosus ingår i släktet sävsläktet, och familjen halvgräs. Inga underarter finns listade i Catalogue of Life.